# Монтале
 Тази статия е за града в Италия.  За италианския писател вижте Еудженио Монтале.  
Монта̀ле (на италиански: Montale) е град и община в Централна Италия, провинция Пистоя, регион Тоскана. Разположен е на 85 m надморска височина. Населението на общината е 10 793 души (към 2018 г.).